# Rockbound Neighbors
Albums de Nana Mizuki
Impact Exciter
(2010) Supernal Liberty
(2014)
Compilations par Nana Mizuki
The Museum II
(2011)
Singles
Rockbound Neighbors est le 9e album studio de la chanteuse et seiyū japonaise Nana Mizuki sorti le 12 décembre 2012 sous le label King Records. Il arrive 2e à l'Oricon. Il se vend à 96 661 exemplaires la première semaine et reste classé 20 semaines pour un total de 139 004 exemplaires vendus. L'édition limitée du CD+DVD est dans une spéciale box et contient un photobook.

## Liste des titres
| CD    | CD                                       | CD    | CD | CD | CD | CD | CD | CD | CD |
| No    | Titre                                    | Durée |    |    |    |    |    |    |    |
| ----- | ---------------------------------------- | ----- | -- | -- | -- | -- | -- | -- | -- |
| 1.    | Avalon no Oukan (アヴァロンの王冠)       | 5:11  |    |    |    |    |    |    |    |
| 2.    | Naked Soldier                            | 3:45  |    |    |    |    |    |    |    |
| 3.    | Get my drift?                            | 3:15  |    |    |    |    |    |    |    |
| 4.    | Lovely Fruit                             | 3:50  |    |    |    |    |    |    |    |
| 5.    | Darling Plastic (ダーリンプラスティック) | 4:28  |    |    |    |    |    |    |    |
| 6.    | Bright Stream                            | 4:11  |    |    |    |    |    |    |    |
| 7.    | Hoshikuzu Symphony (星屑シンフォニー)    | 4:19  |    |    |    |    |    |    |    |
| 8.    | LINKAGE                                  | 4:28  |    |    |    |    |    |    |    |
| 9.    | STAR ROAD                                | 4:35  |    |    |    |    |    |    |    |
| 10.   | Synchrogazer -Aufwachen Form-            | 5:22  |    |    |    |    |    |    |    |
| 11.   | Crescent Child                           | 4:11  |    |    |    |    |    |    |    |
| 12.   | Kiseki no Melodia (奇跡のメロディア)     | 4:11  |    |    |    |    |    |    |    |
| 13.   | METRO BAROQUE                            | 4:32  |    |    |    |    |    |    |    |
| 14.   | Happy☆Go-Round!                          | 4:14  |    |    |    |    |    |    |    |
| 15.   | Sacred Force -Extended Mix-              | 4:27  |    |    |    |    |    |    |    |
| 16.   | Yakusoku (約束)                          | 4:59  |    |    |    |    |    |    |    |
| 69:58 |                                          |       |    |    |    |    |    |    |    |

| 1. | Heian Jinguu Hounou Kouen ~Ao Tsuki Yuki Utage~ LIVE (平安神宮奉納公演 ～蒼月之宴～) |  |
| 2. | ROCKBOUND NEIGHBORS PHOTO SHOOTING                                                   |  |